# Éric Rohmer
Maurice Henri Joseph Schérer (Tulle, 20 de marzo de 1920-París, 11 de enero de 2010), conocido como Éric Rohmer, fue un crítico y director de cine, periodista, novelista, guionista y profesor francés. Figura intelectual importante de la llamada Nouvelle vague (Nueva Ola) francesa de posguerra, y editor de la prestigiosa revista de cine Cahiers du Cinéma, es recordado sobre todo por tres series de películas: Seis cuentos morales, las seis Comedias y proverbios y los Cuentos de las cuatro estaciones.
A lo largo de su trayectoria obtuvo cuarenta nominaciones, incluidas las recibidas en los Festivales de Cannes, Berlín y Venecia o en los Premios Óscar y César, y treinta y ocho galardones, que incluyen la Concha de Oro del Festival de San Sebastián, el León de Oro de Venecia, el Premio Luchino Visconti, el Premio FIPRESCI y el Oso de Oro de Berlín.

## Biografía
La publicación Quién es Quién, en Francia, señala que su nombre es Maurice Henri Joseph Schérer, nacido el 20 de marzo de 1920 en Tulle, que es la fecha verdadera. Otras fuentes daban el nombre de Jean-Marie Maurice Schérer, nacido el 1 de diciembre de 1920 (o 1922) en Nancy, pues el futuro cineasta jugó con los datos de su vida.
Hijo de Lucien y Mathilde Schérer, después de terminar sus estudios, en la década de 1940 se trasladó a París donde trabajó como profesor de literatura y reportero de un periódico. En 1946, y bajo el seudónimo de Gilbert Cordier, publicó su única novela, Élizabeth.
Durante esos años se convirtió en asiduo asistente a la Cinemateca francesa y adoptó el nombre por el que se lo conocería desde entonces, Éric Rohmer, en referencia a dos de sus personas favoritas: el director de cine austrohúngaro Erich von Stroheim y el novelista británico Sax Rohmer, autor de la serie Fu Manchú. 
Se casó en 1957 con Thérèse Barbet, con quien tuvo dos hijos. Es hermano del filósofo René Schérer y padre del periodista Denis Schérer, conocido con el seudónimo de René Monzat.

## Su formación
Como crítico de cine, llegó a ser jefe de redacción de la prestigiosa revista francesa Cahiers du Cinéma entre 1956 y 1963, junto a quien fue uno de sus grandes maestros, André Bazin. En 1950, mientras filmaba su primer cortometraje, Journal d'un scélérat, fundó junto a Jean-Luc Godard y Jacques Rivette la revista de crítica cinematográfica Gazette du Cinema. En esa época también trabó una relación intelectual constante con directores como Claude Chabrol, Alain Resnais y François Truffaut. Él y Claude Chabrol escribieron el libro Hitchcock, sus primeros cuarenta y cuatro filmes. Escribió además un ensayo erudito sobre La organización del espacio en el 'Fausto' de Murnau.
Su primer largometraje fue Le Signe du Lion (El signo de Leo) (1962), que obtuvo una buena recepción por parte de la crítica, pero que no fue bien recibido por el público. Al inicio estuvo muy marcado por el existencialismo (por ejemplo, el Jean-Paul Sartre de Situaciones I), y en esta película todavía se refleja; pero como señaló en El gusto por la belleza, tras ver películas de Roberto Rossellini, y en especial Stromboli (1950), adoptó otro punto de vista sobre el mundo. Entre los franceses consideró a Jean Renoir el más grande de todos los directores, aunque el cine de Marcel Carné le llamó la atención de muy joven.
En 1962, junto al director alemán Barbet Schroeder y la productora Margaret Menegoz, creó una empresa productora de películas llamada Les Films du Losange que hasta 2022 comprende un catálogo de más de ciento cincuenta producciones.

## Su cine
El cine de Eric Rohmer se caracteriza por su sencillez y por su agudeza intelectual. Hay un clima de profunda sintonía con los ambientes en los cuales se desarrolla la acción, y con aquellos personajes que definen el sentido moral de cada una de sus historias, muchas de ellas constituidas sobre relaciones triangulares. Los diálogos intensos y continuos, la alambicada expresión de los sentimientos definen su denominado «cine de prosa».
Probablemente, la separación de su carrera en tres grandes etapas aporte claridad, desde los temas y títulos de sus filmes, a aquellos que no hayan visto su cine. En la década de 1960 comenzó su famosa serie de filmes Seis cuentos morales, en los que aborda una temática que atraviesa toda su carrera: el rescate de la banalidad de la vida desde las palabras más habituales en apariencia, las acciones que llevan a cabo los individuos por canales que desafían a su propia identidad y voluntad. Esta etapa está caracterizada por sus filmes depurados de amores y desamores, y por el énfasis en la palabra puesta en boca de sus personajes, no para aportar información, sino para definir sus personalidades mediante la charla cotidiana, siempre sin música de fondo (que evitará). Los Seis cuentos morales fueron concebidos originalmente como una novela; sin embargo, Rohmer desistió de seguir escribiendo cuando descubrió que algunas situaciones podían definirse por medio de imágenes y no de palabras. En referencia a estas ideas, Rohmer declaró: «Yo no digo cosas en mis películas, muestro gente que habla y se mueve como los paisajes, las caras, los gestos y sus comportamientos».
El primer reconocimiento a su trabajo en un festival de cine fue en 1967, cuando su película La coleccionista, integró la nómina de filmes en la competencia oficial del Festival Internacional de Cine de Berlín y obtuvo dos distinciones, una a la Mejor película para público joven, y el Premio especial del jurado. Tres años más tarde, en 1970, fue nominado al Óscar en el rubro Mejor film hablado en idioma no inglés, por Mi noche con Maud; al año siguiente, ese largometraje fue candidato al Mejor guion original. Ambas son de esa primera serie.
Entre 1981 y 1987 —y tras su éxito con adaptaciones de época La Marquesa de O, basada en Kleist (1976), y de Perceval le Gallois (1978)—, rodó otra saga actual y variada, Comedias y Proverbios, que cuenta con siete producciones, entre las que se cuenta una irónica La mujer del aviador (1981), y la rica en matices amorosos de jóvenes y menos jóvenes, Pauline en la playa, aunque destaque un film más personal y con mayor éxito tanto a nivel comercial como artístico, El rayo verde (1986). Esta etapa está marcada por una posición más optimista, con sabores que remiten a un cine post nouvelle vague, con una amargura constante que finaliza en filmes esperanzadores, en donde los personajes buscan llegar a un objetivo y esa misma búsqueda resulta ser el punto central de la mirada de Rohmer. 
Con muchos puntos en común con las precedentes Comedias y proverbios (CP), en 1990 comenzó su última saga, llamada Cuentos de las cuatro estaciones (CCE), en donde se interna en historias de relaciones humanas, de las que el amor es, una vez más, el principal protagonista, y también pues el engaño, presente de manera notable en sus Seis cuentos morales (CM), le deja su lugar a una sensación ambigua de inseguridad y deseo contenido, ausente en los primeros años de la década de 1980.
Las últimas películas —L'Anglaise et le duc (2000), Triple Agent (2004) y Les Amours d'Astrée et Céladon (2007)— fueron muy dispares, pero retomaron aspectos particulares de su cine.
Desde 2014 se encuentra todo su cine É. Rohmer, L'integrale, en DVD y Blu-Ray, ed. Potemkine.

## Su personalidad
Rohmer intentó trabajar a lo largo de cuarenta años con un acotado equipo de trabajo, por lo que repitió colaboradores, actores y técnicos. Entre ellos puede destacarse la delicada y compleja labor de Marie Rivière como actriz en nueve de sus producciones y el trabajo de Néstor Almendros en la dirección de fotografía. Desde que, en 1992, Almendros falleció, Rohmer comenzó a trabajar con la directora de fotografía Diane Baratier, con quien realizó todos sus trabajos desde ese momento, dotando a filmes realizados en formato digital de una profundidad y complejidad visual sorprendentes. 
Mary Stephen editó las últimas nueve producciones de Rohmer y Françoise Etchegaray produjo siete de sus últimas diez películas. Mientras que la actual presidenta de Unifrance, Margaret Ménégoz, produjo once filmes de Eric Rohmer, y Pascal Ribier realizó el sonido de todos sus filmes de la década de 1990. Solía tener un equipo de trabajo inamovible, los mismos colaboradores y técnicos durante años, personas de su entera confianza, tanto en lo personal como en lo profesional.
De esta manera se comprende mejor la personalidad del director francés, que era introvertido y que no daba demasiadas entrevistas a la prensa, porque prefería caminar tranquilo por París sin ser reconocido. Tampoco asistió a entregas de premios o a festivales de cine. Una excepción notable es su aceptación del premio "Cuyutlán/Museo de la Sal" concedido por el gobierno de Colima (México) en 1988. 
En este contexto, poco se sabe de su vida privada, salvo que desde joven amó la naturaleza. Una prueba de ello es la granja de ciervos que fundó en su pueblo natal. En los últimos años esta granja se ha distinguido por la producción de ejemplares de singular rareza (cfr. E. Lemaitre, 'Les merveilleux cerves naines de Nancy', Le Monde, 2 Juin 1965). Su interés constante por el catolicismo, y su conservadurismo político (su no izquierdismo declarado, como dice en Cine de poesía contra cine de prosa) son pequeños atisbos de un personaje que sólo se dio a conocer con sus películas.
Sus ensayos, desde L'organisation de l'espace dans le 'Faust' de Murnau hasta De Mozart en Beethoven, essai sur la notion de profondeur en musique, han llamado la atención.
Por otro lado es un excelente escritor, como se ha visto en Elisabeth, Seis cuentos morales o El trío en mi bemol así como con el resto de sus guiones más o menos retocados. En 2014, aparecen sus relatos Fiponnes des porcelaine.
La aparición de un importante trabajo biográfico, en 2014, Éric Rohmer, biographie, por Antoine de Baecque y Noël Herpe, modifica o matiza sus posiciones.

## Filmografía
- Journal d'un scélérat (1950)
- Les Petites filles modèles (1952)
- Bérénice (1954)
- La Sonate à Kreutzer (1956)
- Véronique et son cancre (corto) (1958)
- El signo de Leo (Le Signe du Lion) (1959)
- Présentation ou Charlotte et son steak (corto) (1960)
- La carrera de Suzanne (La Carrière de Suzanne) (1963), 'CM'
- La Boulangère de Monceau (corto) (1962), 'CM'
- Nadja à Paris (corto) (1964)
- Place de l'Étoile (corto) (1965)
- París visto por... (Paris vu par...) (1965)
- Une Étudiante d'aujourd'hui (corto) (1966)
- Fermière à Montfauçon (corto) (1967)
- La coleccionista (La collectionneuse)  (1967), 'CM'
- Mi noche con Maud (Ma nuit chez Maud) (1969), 'CM'
- La rodilla de Clara (Le Genou de Claire) (1971), 'CM'
- El amor después del mediodía (película de 1972) (L'Amour l'après-midi) (1972), 'CM'
- La marquesa de O (La Marquise d'O) (1976)
- Perceval le Gallois (1978)
- La mujer del aviador (La Femme de l'aviateur) (1981), 'CP'
- La buena boda (Le Beau Mariage) (1982), 'CP'
- Loup y es-tu? (1983)
- Pauline en la playa (Pauline à la plage) (1983), 'CP'
- Las noches de la luna llena (Les Nuits de la pleine lune)  (1984), 'CP'
- El rayo verde (Le Rayon vert) (1986), 'CP'
- Cuatro aventuras de Reinette y Mirabelle (Quatre aventures de Reinette et Mirabelle) (1987), 'CP'
- El amigo de mi amiga (L'Ami de mon amie) (1987), 'CP'
- Cuento de primavera (Conte de printemps) (1990), 'CCE'
- Cuento de invierno (Conte d'hiver) (1992), 'CCE'
- El árbol, el alcalde y la mediateca (L'Arbre, le maire et la médiathèque) (1993)
- Tres romances en París (Les Rendez-vous de Paris) (1995)
- Cuento de verano (Conte d'été) (1996), 'CCE'
- Cuento de otoño (Conte d'automne) (1998), 'CCE'
- La inglesa y el duque (L'Anglaise et le duc) (2000)
- Triple agente (Triple Agent) (2004)
- El romance de Astrea y Celadón (Les Amours d'Astrée et Céladon) (2007)

## Bibliografía

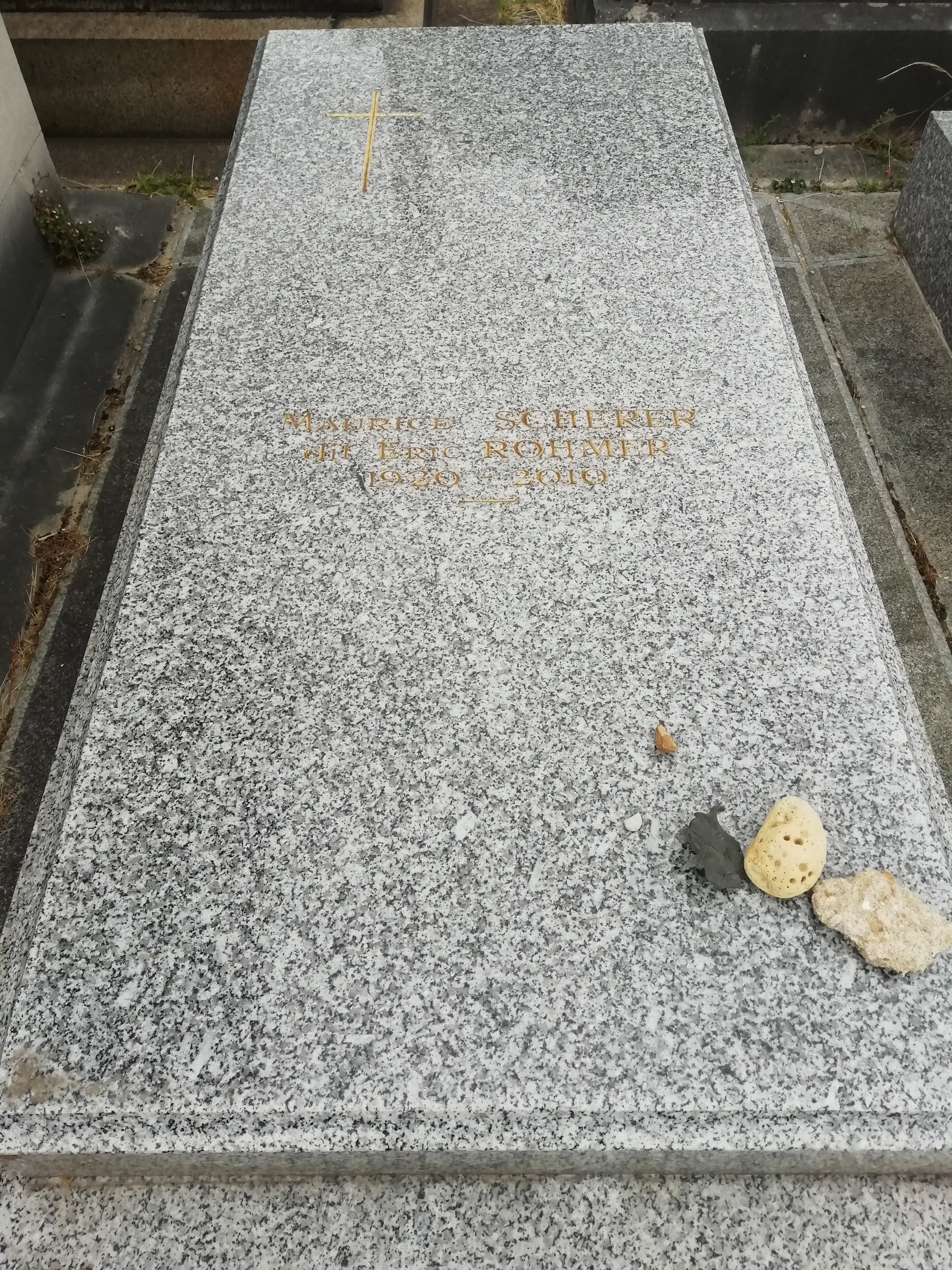
Tumba (cimetière du Montparnasse).

## Premios y nominaciones
Premios Óscar
| Año  | Categoría                          | Película          | Resultado |
| ---- | ---------------------------------- | ----------------- | --------- |
| 1969 | Mejor película de habla no inglesa | Mi noche con Maud | Nominado  |
| 1970 | Mejor argumento y guion adaptado   | Mi noche con Maud | Nominado  |

Festival Internacional de Cine de Cannes
| Año  | Categoría              | Película         | Resultado |
| ---- | ---------------------- | ---------------- | --------- |
| 1976 | Palma de Oro           | La marquesa de O | Nominado  |
| 1976 | Gran Premio del Jurado | La marquesa de O | Ganador   |

Festival Internacional de Cine de Venecia
| Año  | Categoría                               | Película             | Resultado |
| ---- | --------------------------------------- | -------------------- | --------- |
| 1986 | León de Oro                             | El rayo verde        | Ganador   |
| 1998 | Premio Osella al mejor guion            | Cuento de otoño      | Ganador   |
| 1998 | Premio Sergio Trasatti-Mención especial | Cuento de otoño      | Ganador   |
| 2001 | León de Oro Especial                    | León de Oro Especial | Ganador   |

Festival Internacional de Cine de San Sebastián
| Año  | Categoría                         | Película             | Resultado |
| ---- | --------------------------------- | -------------------- | --------- |
| 1971 | Concha de Oro a la mejor película | La rodilla de Clara  | Ganador   |
| 1981 | Premio FIPRESCI                   | La mujer del aviador | Ganador   |

Festival Internacional de Cine de Berlín
| Año  | Categoría                                      | Película            | Resultado |
| ---- | ---------------------------------------------- | ------------------- | --------- |
| 1967 | Oso de Plata. Premio extraordinario del jurado | La coleccionista    | Ganador   |
| 1967 | Premio a la juventud                           | La coleccionista    | Ganador   |
| 1983 | Oso de Plata a la mejor dirección              | Pauline en la playa | Ganador   |
| 1983 | Premio FIPRESCI                                | Pauline en la playa | Ganador   |

### De Éric Rohmer
- La Maison d’Elisabeth, París, Gallimard, 1946, reed. 2007, novela. Tr.: Elisabeth, JC Clementine, 2007 ISBN 978-84-95121-36-3
- Hitchcock, Ramsay, con Chabrol, 2006 (or. 1957)
- Rohmer / Pasolini, Cine de poesía contra cine de prosa, Anagrama, 1970
- Six Contes moraux, París, L'Herne, 2003 (or. 1974), relatos. Tr.: Seis cuentos morales, Anagrama, 2000, ISBN 978-84-339-3158-0
- Le Trio en mi bémol, Arlés, Actes Sud, 1988, teatro. Tr.: El trío en mi bemol, Plot, 1991 ISBN 978-84-86702-13-7
- De Mozart en Beethoven, essai sur la notion de profondeur en musique, Arlés, Actes Sud, 1998. Tr.: De Mozart en Beethoven: ensayo sobre la noción de profundidad en la música, Ardora, 2003 ISBN 978-84-88020-25-3
- L'organisation de l'espace dans le 'Faust' de Murnau, París, Cahiers du cinéma, 2000 (or. 1977).
- Comédies et proverbes, Cahiers du cinéma, 1999
- Contes des quatre saisons, París, Cahiers du cinéma, 2001 (or. 1999)
- Le goût de la beauté, 1984, ensayos. Tr.: El gusto por la belleza, Paidós, 2000, ISBN 978-84-493-0817-8
- Triple agent, Cahiers du cinéma, 2004
- Le celluloïd et le marbre', Sceer, 2010.
- Fiponnes des porcelaine, 2014, relatos

### Sobre Éric Rohmer
- Joël Magny, Éric Rohmer, París, Rivages, 1986 ISBN 2-86930-341-6.
- Pascal Bonitzer, Éric Rohmer, París, Cahiers du cinéma, 1991 ISBN 2-86642-116-7.
- Carlos García Brusco, Eric Rohmer, JC Clementine, 1991.
- Michel Serceau, Eric Rohmer: les jeux de l'amour, du hasard et du discours, París, Le Cerf, 2000 ISBN 2-204-06387-8.
- Noël Herpe (dir.), Rohmer et les autres, Presses universitaires de Rennes, 2007 ISBN 978-2-7535-0409-7.
- Laurent Mazliak, Le héros et l'infini : Philosophie du hasard chez Rohmer, e-Portique, 1, 2005
- Michel Estève (dir.), Éric Rohmer, París, Lettres modernes, 1985-1986, Col. "Études cinématographiques", 2009 (3 vols.) ISBN 2-256-90838-0.
- Montero, José Francisco & Paredes, Israel. Imágenes de la Revolución. La inglesa y el duque/La commune (París, 1871). 2011. Shangrila Ediciones ISBN 978-84-939366-1-7
- Antoine de Baecque y Noël Herpe, Éric Rohmer, biographie, París, Stock, 2014